# Discocalyx philippinensis
Discocalyx philippinensis är en viveväxtart som först beskrevs av A. Dc., och fick sitt nu gällande namn av Carl Christian Mez. Discocalyx philippinensis ingår i släktet Discocalyx och familjen viveväxter. Inga underarter finns listade i Catalogue of Life.